# Землеробство мая
Землеробство мая — один з основних видів господарської діяльності в державах мая. Частково на розвиток, застосування засобів обробки землі, застосуванні і зберігання готової сільськогосподарської продукції вплинули ольмеки, цивілізація Теотіуакана та тольтеки (в різні часи й на різні народи мая).

## Умови
Природне середовище, де мешкали спочатку племена мая, а потім утворилися їх міста-держави, сприяли розвитку землеробства. У низці районів протікали великі річки (Усумасінта, Мотагуа, Улуа), розливи яких залишали після себе значну кількість родючих опадів. Тут знаходиться багато озер, особливо в центральній і південній областях. Частина мая мешкала на схилах гір або у долинах (особливо на півдні), які захищалися гірськими відрогами. Усі ці обставини сприяли тому, що напочатку докласичного періоду від людини не вимагалося значних зусиль для обробки землі, збору врожаю та ін.

## Обробка землі
Середня і перша половина пізньої фази докласичного періоду (бл. 800-ті роки до н. е., кінець I ст. до н. е. й перші роки I ст. н. е.) характеризуються настанням посухи. В цей час впроваджуються різні види інтенсивного землеробства, в першу чергу іригація, завдяки чому у мая стають можливими величезні на ті часи врожаї.
Іригація мала надзвичайно важливе значення для районів центрального плоскогір'я, для місцевостей, пересічених великими річками, таку ж роль відігравала меліорація, для гірських районів — терасове рільництво, наявність якого засвідчено у стародавніх мая.
Землеробство було виключно чоловічою роботою. Основним типом було підсічно-вогневе землеробство. Спочатку підшукувалося підходяща для обробки ділянка (col). Придатність визначалася насамперед якістю ґрунту. Найвідповіднішими вважалися ділянки з чорним ґрунтом, зарослі високим лісом. Відстань від селища не мала особливого значення. Пошук відбувався у сезон дощів. Після цього робилася невелика просіка і розмічалася межа майбутнього поля, яка відзначалися купами каменів. Ділянка зазвичай дорівнювалася 400 квадратних ступеням й називалася hun-uinic (одна людина) або kaan. У одній родині було декілька полів, щоб у разі недороду на одній ділянці можна було б відшкодувати його урожаєм іншої.
Наступним етапом була розчищення, яке здійснювалося зазвичай в розпал сезону дощів. В давнину товсті дерева лише обдирали або підрубували, щоб вони висихали на корені, і залишали на рік. Рубка проводилася кам'яними сокирами (baat). Підготовлену ділянку оточувався огорожею для охорони від звірів, які знищували посіви.
Повалений і висохлий ліс випалювався в березні-квітні. Точний час випалювання і наступних посівів мав величезне значення для успіху врожаю, тому дати цих операцій визначалися ретельними астрономічними спостереженнями. Перед початком випалювання богу вітру приносилися як жертви напої з кукурудзи і меду. Великий дим розглядався як магічний засіб для утворення рясних хмар в наступний, дощовий період. В перших числах травня, поля засівалися.
Застосовувалося 2 головних способи посіву. При першому, найпоширенішому, хлібороб, йдучи звичайним кроком по полю, робив палицею ямки глибиною до 10-12 см у шаховому порядку. У кожну з них кидали від 3 до 6 зерен кукурудзи і кілька бобів або насіння гарбуза. Потім ямки засипалися п'ятою. При другому способі, що називався «стрибок оленя», посівач йшов широким кроком, при цьому ямки робилися більш віддаленими один від одного і не чергувалися.
Посіви ретельно охороняються від тварин і птахів. Проводилося розчищення полів від бур'янів. У перші тижні після посіву мая двічі здійснювали раас (полоття) засіяної ділянки. Кукурудзяні качани при дозріванні нахиляли вниз, щоб вони швидше висихали і менше страждали від дощів і птахів. Через місяць після цього, в листопаді, починався збір урожаю, що тривав до березня. Початки ламали, відкриваючи обгортку загостреною палицею або відрізком рогу оленя, стебла залишалися на полі. Зібраний урожай зберігався в спеціальних коморах, підземних сховищах (chultun) і просто в кутку хатини.
Отримували 2 врожаї на рік, проте на одній ділянці можна було сіяти не більш 3 разів, оскільки врожайність падала з кожним роком. Потім переходили на іншу ділянку, а покинута заростала лісом і використовувалася знову через 6-10 років. Середня врожайність зернових культур у класичних мая сягала 10—14, а бульбових — 20—30 ц/га.
Разом з тим підсічно-воневе землеробство саме по собі не було інтенсивним, до цього додавалася технічна слабкість знарядь, що перешкоджала стабільному розширенню вирубуваних під посів ділянок. Тому в умовах тропічного лісу інтенсифікація землеробства зводилася насамперед саме до селекції рослин. У державах мая відбувався широкий розвиток відбору та поліпшення якості насіння найважливіших сільськогосподарських культур.
В інших місцях (уздовж схилів гірських долин) маянські землероби отримували врожаї за допомогою терасування. Цей метод дозволяв використати більше землі, піднімаючись поступово якомога вище угори. До того ж він застосовувався там, де мало було лісу та обмежені простори. Переважно був поширений на сучасних територіях південного Юкатану й Белізу.
Займалися мая землеробством і на заплавах й болотистих містах, які зміцнювали, приносячи туди родючий ґрунт. Мая виривали на болотах безліч паралельних каналів, а викопану землю кидали в проміжок між ними.
Влаштовувалися також так званні підняті поля (bahos) — штучно зроблені довгі і вузькі земляні грядки або платформи, що нагадували чинампи ацтеків. Особливо значне скупчення було в басейнах річок. Підняті поля розташовані звичайно на більш високих і сухих безлісних ділянках річкової долини, на деякому віддаленні від головного гирла. Такі поля здатні були давати величезні врожаї по кілька разів на рік і практично мали невичерпну родючість.

### Знаряддя
Головним землеробським знаряддям у мая була дерев'яна, загострена з одного кінця палиця (хі), загартована на вогні. Іноді такі палиці мали з гострого кінця невелике розширення, що утворювало пласку поверхню, і тим самим вона нагадувала лопату.

## Культури
Найшанованішою рослиною була кукурудза (маїс). У мая було декілька її видів, що мали різне призначення, придатних до вживання як в зеленому, так і в стиглому стані: zac-iximix-nuc-nal («кукурудза-стара»), сорт з великим качаном, достигав за 6-7 місяців; ix-mehen-nal («кукурудза-дівчинка»), сорт, що дозрівав за 3 місяця; chac-choch, хас-in — кукурудза з перемішаними білими і чорними зернами. Були особливо скоростиглі сорти, реєй або kay-tel («пісня півня»), які дозрівали через 2 місяці. Достаток вільної землі і виключно висока продуктивність кукурудзи забезпечували хліборобам значні врожаї навіть при недосконалих знаряддях.
Мая вирощували також квасолю (ib, buul) та інші види бобові та гарбузові культури (him, kuum, peeu-kum, ca, bux, ol), томати (p'ak), овочевий перець та перець чилі (ic), портулак (xucul, ah xic), какао (cacau, pec), ваніль (ziiz-bic), тютюн (kutz, kuutz), різні види агав і кактусів (cahum-ci, ci citam-ci, zac-ci, c'helem, yax-ci).
Активно культивувалося вирощування та обробка коренеплодів, зберігаючи тим традицію, що існувала у мая у домаїсовий етап землеробства. Серед них поширенішими були батат (iz), що вирощували декілька різновидів (ah zinaz), хікама (chicam), маніок (oin), яку вперше стали вирощувати мая, один з різновидів ксантосомових (Xanthosoma yucatanense). Маніок мая вирощували близько з 600-років н. е. При цьому поле для нього розмічали набагато більше, ніж для маїсу. Велике значення мая приділяли вирощуванню амаранту (xtez).
Окрім в харчових, вирощувалися для технічних цілей, медицині. Так, сік агави застосовували для зміцнення сил хворих або поранених. Особливо велике значення мав бавовник (існувало багато його видів —'і, bi, zooh, akte tanam, taman), з якого шили одяг та виготовляли масло, фарби отримували завдяки рослинам ачіоте і індиго. З копала добували смолу, що використовувалася для релігійних церемоній. Також в них використовували амарант.
Мая вирощували багато фруктів. Найзначущими для них були анона, якої культивували 7 видів, авокадо — 2 види, гуаява, фейхоа, техокоте (глід мексиканський), жовтий та пурпурний момбін, каухілоте (з родини бігнонієвих), сапоте — 4 види, саподіла, матасано, нансе, папая, хлібний горіх, пітахая.

## Садівництво
у мая було доволі розвинена культуру садівництва. Значна частина населення мала городи і сади (pakal або pet kot). Ділянки для таких садів огорожували кам'яною стіною. Вони були й при палацах знаті та володаря, також створювалися біля храмів. За ними слідкував спеціально призначений садівник (ah canan pakal). Сади і городи були місцем постачання свіжих рослинних харчів до столу (томати, перець, ваніль, коріандр, тютюн, бавовник і агава-хенекен), тут також проводили селекції або вирожували розсаду (xab pakal).
Були так званні лісові сади (або «штучні тропічні ліси»): мая огорожували ділянки лісу, де росли в дикому вигляді фрукти чи корисні рослини (білий сапоте, рамон («хлібне дерево»), папая («динне дерево»), авокадо, агава-мамей, мараньйон, саподілья, аннона, гуаява, фейхоа, деревний огірок, кілька різновидів сливи, дикий виноград), слідкували за ростом та боролися з бур'яном і шкідникам, час від часу збирали врожай. При цьому не витрачували сили і час та висаджування рослин. Іншими варіантом було — вирубка в лісі дерев непотрібних видів і засаджуванні вибраних лісових ділянок сумішшю плодових дерев. Причому здійснювалося це з використанням добре опрацьованої на мільпових полях технології комплексного вирощування сумісних видів. Такі лісові сади завдяки продуманому змішуванню різних порід дерев (рамон, какао, саподілья, авокадо тощо) захищали дерева від різних шкідників і хвороб, що сприяло стабільній урожайності і не потребувало великих зусиль.
В післякласичний період на Юкатані під впливом тольтеків впроваджуються новації, що отримали назву рехоллад, або бахад. Полягала вона у вдалому використанні специфічних особливостей вапнякових юкатанських порід. Назва походить від неглибоких провалів й западин (іспанською рехоллад або бахад), в яких постійно накопичуються ґрунт і вода, яка не може проникнути углиб, а її швидкому випаровуванню заважає той самий ґрунт. Це давало можливість створювати висовроврожайне садівництво у регіонах, де природних лісів ніколи не було. Цей спосіб садівництва поширився у внутрішніх областях півострова Юкатан (Сотута, Купуль, Хокаба й Тасес). Основними об'єктами культивації були плодові гуаява, нансе й какао-боби.